# ميتيليني
ميتيليني: (باليونانية: Μυτιλήνη)، (بالإنجليزية:Mytilene)، (بالتركية: Midilli)، مدينة يونانية تقع في شرق البلاد وهي عاصمة منطقة شمال إيجة الإدارية، وأيضاً مركز مقاطعة ليسبوس أحد مقاطعات هذه المنطقة الإدارية.

## الموقع، السكان والتسمية
تقع المدينة على الساحل الجنوبي الشرقي لجزيرة ليسبوس مقابل الساحل التركي حيث تبعد عنه مسافة 17 كيلومتر، تحيط بها التلال من الغرب والشمال.
تعد أكبر مدينة ضمن الجزيرة حيث يبلغ عدد سكانها حوالي 40 ألف نسمة، ولها ميناء يربطها بجزيرتي ليمنوس وخيوس وبمدينة أيفاليك التركية، وأيضاً مع موانئ اليونان الرئيسية مثل سالونيك وبيرايوس.
يعتقد أن اسم المدينة يعود إلى اسم ابنة الملك الأسطوري ماكار (Makar) والذي أطلقت أسماء بناته على مستوطنات جزيرة ليسبوس.

## التاريخ
كانت المدينة مسكونة منذ وقت طويل، حيث يعتقد أن أنها كانت مركزاً لشعوب البحر. وصلت الشعوب الهيلينية للمنطقة في القرن الخامس عشر قبل الميلاد وتقول الأسطورة أن مؤسس المدينة هو الملك الميكيني (ماكار)، حيث أطلق اسم إحدى بناته على المدينة (ميتيليني)، وكان هذا الأمر متزامناً مع الحروب الطروادية.
وصل إليها لاحقاً (حوالي 800 ق.م) الأيوليون (Aeolians) حيث امتزجوا مع سكانها السابقين، وكانت وقتها ميتيليني إحدى المستوطنات الخمس المأهولة على الجزيرة.
خضعت لسيطرة الفرس، ومن ثم تحالفت مع الإسكندر المقدوني، واستمر هذا الأمر حتى العام 167 ق.م. عندما استولى عليها الرومان الذين قاموا بتدمير المدينة عام 88 ق.م. انتقاماً لتحالف الجزيرة مع ميثريداتيس أحد أعداء الرومان.
ازدهرت المدينة في الفترة المسيحية المبكرة حيث بُني فيها العديد من الكنائس والبازيليك، وأصبحت المدينة جزءاً من الدولة البيزنطية ولكنها كانت تتعرض بين الحين والآخر لغزوات العرب، البندقيون والكتالانيون. في عام 1354م أعطاها الإمبراطور البيزنطي يوحنا الخامس باليولوج  للرجل الجنوي فرانتشيسكو الأول غاتيلوتزي (Francesco I Gattilusio) بعد أن تزوج الأخير بأخت الإمبراطور ليكون أول حاكم لجزيرة ليسبوس من سلالة غاتيلوتزي.
استمر الحكم الجنوي للمدينة حتى عام 1462 م. حيث سيطر عليها الأتراك، وجعلوها قاعدة لأسطولهم البحري، شهدت المدينة أحداث دامية عام 1821 أثناء حرب استقلال اليونان، ولكن المدينة بقيت بيد الأتراك حتى عام 1912 حيث استولت عليها القوات اليونانية، وانضمت منذ ذلك الوقت للدولة اليونانية.

## المعالم الأساسية
- حصن ميتيليني (الكاسترو) : ويقع في أعلى تلة مكسوة بشجر الصنوبر شرق المدينة، ويعتبر من أحد أكبر الحصون في منطقة البحر المتوسط، يعود تاريخ بناءه للعصور الوسطى المتأخرة، حيث بناه الجنويون فوق موقع تحصينات بيزنطية أقدم، وقد حكموا منه جزيرة ليسبوس، وقد وجد ضمن هذه القلعة أيضاً بقايا لمعبد إغريقي قديم يعتقد أنه كان مكرساً لـديميتر وكوره، مع بعض التعديلات الرومانية اللاحقة.
- مبنى البلدية (الذيمارخيون): مبني على الطراز النيوكلاسيكي ويوجد على الواجهة الساحلية للمدينة، التي يوجد ضمنها العديد من المنازل القديمة التي تعود لتلك الفترة.
- كنيسة القديس ثيرابيون (أغيوس ثيرابيون) (Agios Therapion): يعود بناؤها لعام 1880 م. وتسيطر بقبتها الكبيرة على الميناء الجنوبي.
- الميناء القديم أو الشمالي: وهو الميناء القديم للمدينة والذي كان يستخدم منذ الفترة الإغريقية.
- متحف ميتيليني الأركيولوجي.

## متفرقات
- يوجد جنوب المدينة مطار يربطها بالمدن اليونانية والأوربية الأخرى.
- تعد المدينة مقر جامعة بحر إيجة الحكومية.
- أهم نادي كرة قدم في المدينة هو أيوليكوس.
- من أهم مواليد المدينة الأديب اليوناني أوديسياس إليتيس الحائز على جائزة نوبل للآداب لعام 1979م.